# Jack Broughton
Pour les articles homonymes, voir Broughton.
Jack Broughton est un boxeur anglais combattant à mains nues né le 5 juillet 1704 à Baunton et mort le 8 janvier 1789 à Londres. Il est célèbre pour avoir codifié en 1743 les premières véritables règles de ce sport, traumatisé par le fait d'avoir tué son adversaire lors d'un combat ; son règlement inspirera les règles du London Prize Ring.

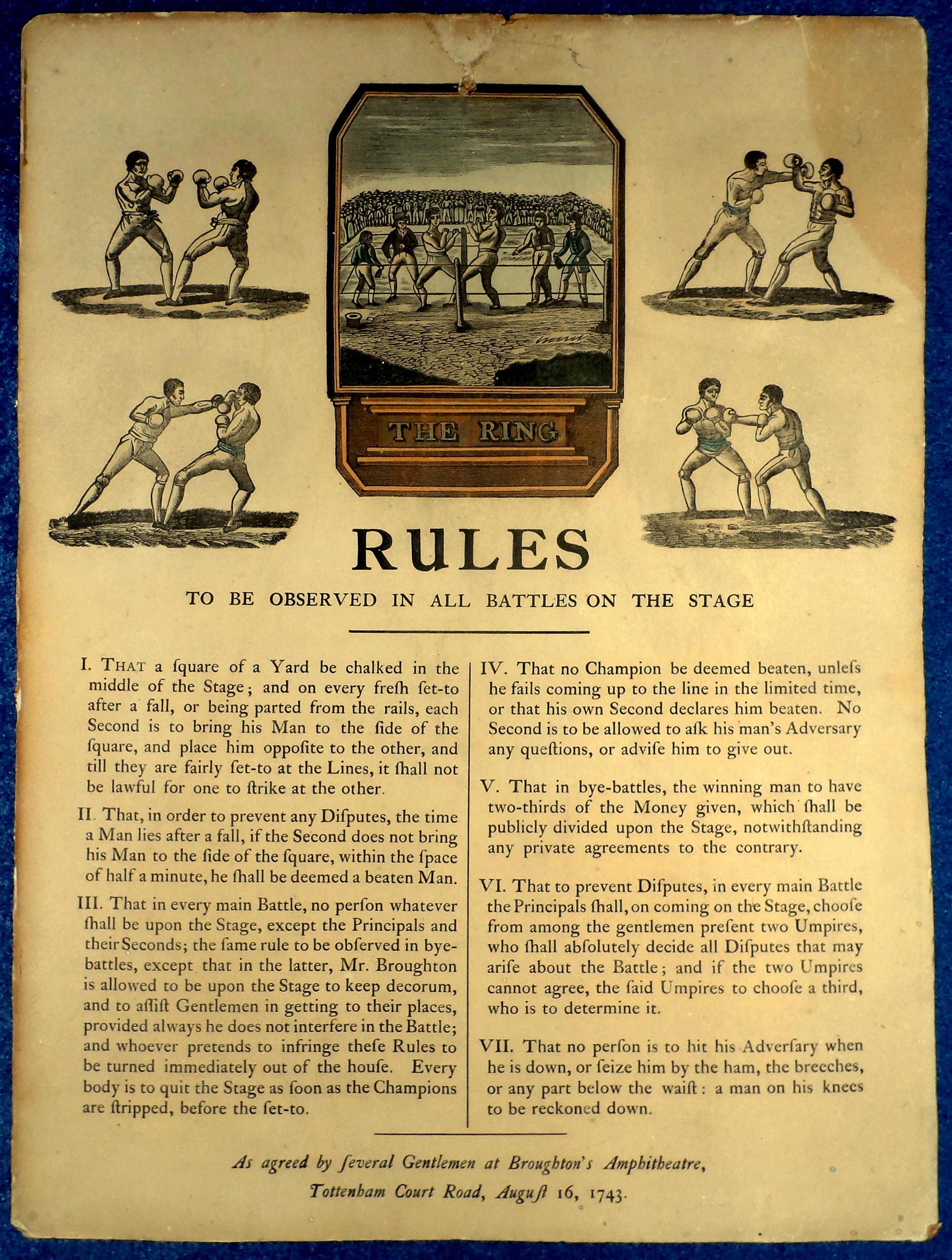
Règles de Broughton

## Carrière
Surnommé The Father of Boxing (le père de la boxe), il commence sa carrière en 1725 et devient en 1736 champion d'Angleterre poids lourds après sa victoire contre George Taylor. Broughton conserve ce titre jusqu'au 10 avril 1750, date à laquelle il est battu au 4e round par Jack Slack.

## Distinction
- Jack Broughton est membre de l'International Boxing Hall of Fame depuis sa création en 1990[1].